# George Baker (Fußballspieler)
Thomas George Baker (* 6. April 1936 in Maerdy; † 6. April 2024) war ein walisischer Fußballspieler. Als Flügelspieler und Mittelstürmer war er für Plymouth Argyle und Shrewsbury Town in der zweit- und dritthöchsten englischen Spielklasse unterwegs. Darüber hinaus bestritt er zwei Länderspiele für walisische U23-Auswahl. Obwohl er dazu Teil des walisischen Kaders bei der WM-Endrunde 1958 in Schweden war, kam er dort in keinem der fünf Spiele zum Einsatz und auch später zu keinem Länderspiel.

## Sportlicher Werdegang
Als Baker im Jahr 1952 seine Schulausbildung abgeschlossen hatte, wurde er als vielversprechendes Fußballertalent gehandelt und stellte sich für Probetrainings bei Cardiff City und Plymouth Argyle vor. Dass er sich für die zuletzt genannten „Pilgrims“ entschied, lag auch daran, dass ein enger Freund von ihm den Weg nach Plymouth antrat. Im Alter von 17 Jahren unterschrieb er einen Profivertrag, aber die Beförderung in die erste Mannschaft ließ auf sich warten. Er spielte zunächst für die Jugendmannschaft und arbeitete parallel für den Zeugwart, zum Beispiel das Schuhputzen für die Profis. Als junger Flügelspieler musste er sich gegen die etablierten Kräfte im Verein, die sich in der dritthöchsten Spielklasse durch Robustheit auszeichneten, durchsetzen. Dazu kam ein zweijähriger Wehrdienst, der seine Entwicklung stagnieren ließ. Immerhin konnte er den Heimspielen oft beiwohnen und die Fürsprache von Plymouths Vereinsfunktionären verhinderte, dass er in Deutschland stationiert wurde. Stattdessen schloss er sich der Polizei im nahe gelegenen Bideford an. Zur Saison 1955/56 konnte Baker dann als Vollzeitprofi für Plymouth Argyle eingesetzt werden. Der Klub war mittlerweile in die zweithöchste englische Spielklasse aufgestiegen und Baker entwickelte sich zu einem der Publikumslieblinge im Home Park.
Nach dem Abstieg in die dritte Liga konnte er sich dann spätestens in der Spielzeit 1957/58 zum Schlüsselspieler entwickeln. Dabei hatte er die erste Saisonhälfte aufgrund einer Knieverletzung noch pausieren müssen. Entscheidend für seine Entwicklung war, dass Spieltrainer Jack Rowley (Spitzname „Gunner“) als Ex-Torjäger von Manchester United in Baker einen idealen Mittelstürmer sah und so wurde dieser von der ehemaligen Flügelposition umfunktioniert und zu Rowleys Nachfolger auf der vakanten Position. An Weihnachten 1957 bestritt Baker gegen Newport County erstmals ein Spiel in dieser Rolle. Insgesamt gelangen ihm ab diesem Zeitpunkt acht Tore in 21 Partien und in Bezug auf die gesamte Saison zwölf Treffer. Als sich die walisische Nationalmannschaft im Januar 1958 für die WM-Endrunde 1958 in Schweden qualifiziert hatte, nominiert ihn Trainer Jimmy Murphy, der wie Baker aus Rhondda stammte, in den anfänglichen 40-Mann-Kader. Nach einer guten Leistung für die U23-Auswahl gegen England gelang ihm der Sprung in den endgültigen Kader; dabei spielte eine Rolle, dass hinsichtlich der Abstellung des walisischen Starspielers John Charles von Juventus Turin aufgrund von Verletzungssorgen für das Turnier Unklarheit herrschte. In einer kontroversen Entscheidung blieb Baker jedoch in der Heimat „auf Abruf“ und kam letztlich zu keinem Einsatz. Das gleiche Schicksal ereilte Torhüter Graham Vearncombe (Cardiff City), John Elsworthy (Ipswich Town) und Len Allchurch (Swansea Town) und einer Überlieferung zufolge haben stattdessen vier Ehefrauen von walisischen Funktionären die Plätze im gefüllten Flugzeug beansprucht. Im Turnier selbst schlug sich Wales beachtlich, aber bei der 0:1-Niederlage gegen den späteren Weltmeister Brasilien fehlte der zuvor schon angeschlagene Charles. Die fehlende Offensivqualität wurde auch auf Bakers Abwesenheit zurückgeführt, dem als einzigem Kaderspieler neben Charles ein akzeptables Niveau als Mittelstürmer auf der Weltbühne zugetraut wurde. Baker war in Plymouth entscheidend beteiligt am Aufstieg 1959 als Drittligameister und auch in der folgenden Spielzeit 1959/60 mit 32 Zweitligaeinsätzen am Klassenerhalt, bevor sich die Verletzungsprobleme mehrten und er den Klub im Jahr 1961 in Richtung des Drittligisten Shrewsbury Town verließ. Er hatte insgesamt 17 Tore in 83 Pflichtspielen für den Verein an der südwestenglischen Küste erzielt.
Bei den „Shrews“ spielte Baker unter Trainer Arthur Rowley, dem Bruder seines Ex-Trainer in Plymouth. Das Intermezzo war jedoch nur kurz und Baker kehrte nach fünf Toren in 52 Ligaspielen in seine südwalisische Heimat zurück, um bei Barry Town die aktive Laufbahn ausklingen zu lassen. Im April 2024 verstarb er nach kurzer Krankheit im Alter von 88 Jahren.